# Platygaster kimballi
Platygaster kimballi är en stekelart som beskrevs av Macgown 1974. Platygaster kimballi ingår i släktet Platygaster och familjen gallmyggesteklar. Inga underarter finns listade i Catalogue of Life.